# Mark IV (char)
Pour les articles homonymes, voir Mark IV.
Le char britannique Mark IV était le successeur des chars Mark I, Mark II et Mark III utilisés pendant la Première Guerre mondiale. 
Il existait en deux versions :  Male (en français « mâle »), munie de canons et de mitrailleuses ; Female (« femelle ») munie exclusivement de mitrailleuses.

## Histoire
La construction des Mark IV débuta en mai 1917. Il était une version complètement revue de son prédécesseur, le Mark III. Ses principales améliorations étaient :
- un blindage maximal de 14 mm au lieu de 12 mm ;
- un réservoir d'essence blindé placé à l'extérieur de l'habitacle ;
- des casemates plus petites et rentrantes afin de réduire l'encombrement lors des déplacements routiers ou par voie ferrée ;
- un meilleur confort pour l'équipage avec notamment des caisses de rations et d'eau potable ;
- un appareillage plus complet (boussole, signaux lumineux entre le pilote et le préposé aux changements de vitesse) ;
- des canons plus courts et des mitrailleuses Lewis ;
- un pot d'échappement et une surface plate sur le toit de la caisse pour permettre un chargement extérieur.

Soixante pour cent des chars produits étaient des Female (595 au total), la production de la version Male s'élevant à 420 exemplaires.
Lors de la bataille de Cambrai en novembre 1917, 476 chars de ce type ont été utilisés par les Britanniques. À partir de juillet 1918, il fut progressivement (mais jamais complètement) remplacé par son successeur, le Mark V.
Avec 1015 exemplaires construits en totalité, le Mark IV était le char britannique le plus courant de la Première Guerre mondiale, mais c'était également le char le plus répandu dans l'inventaire allemand à la fin de la guerre. En effet, faute d'un nombre suffisant de blindés de construction nationale, les Allemands réutilisèrent un grand nombre de Mark IV capturé lors de la bataille de Cambrai. Et lors de la bataille de Niergnies en octobre 1918, l'un des deux seuls combats de chars de la Première Guerre mondiale, des chars Mark IV britanniques et allemands se faisaient face.
On construisit également 205 chars de ce type dépourvus d'armement et servant de remorqueurs (Tank Tenders).

## Les survivants de la Première Guerre

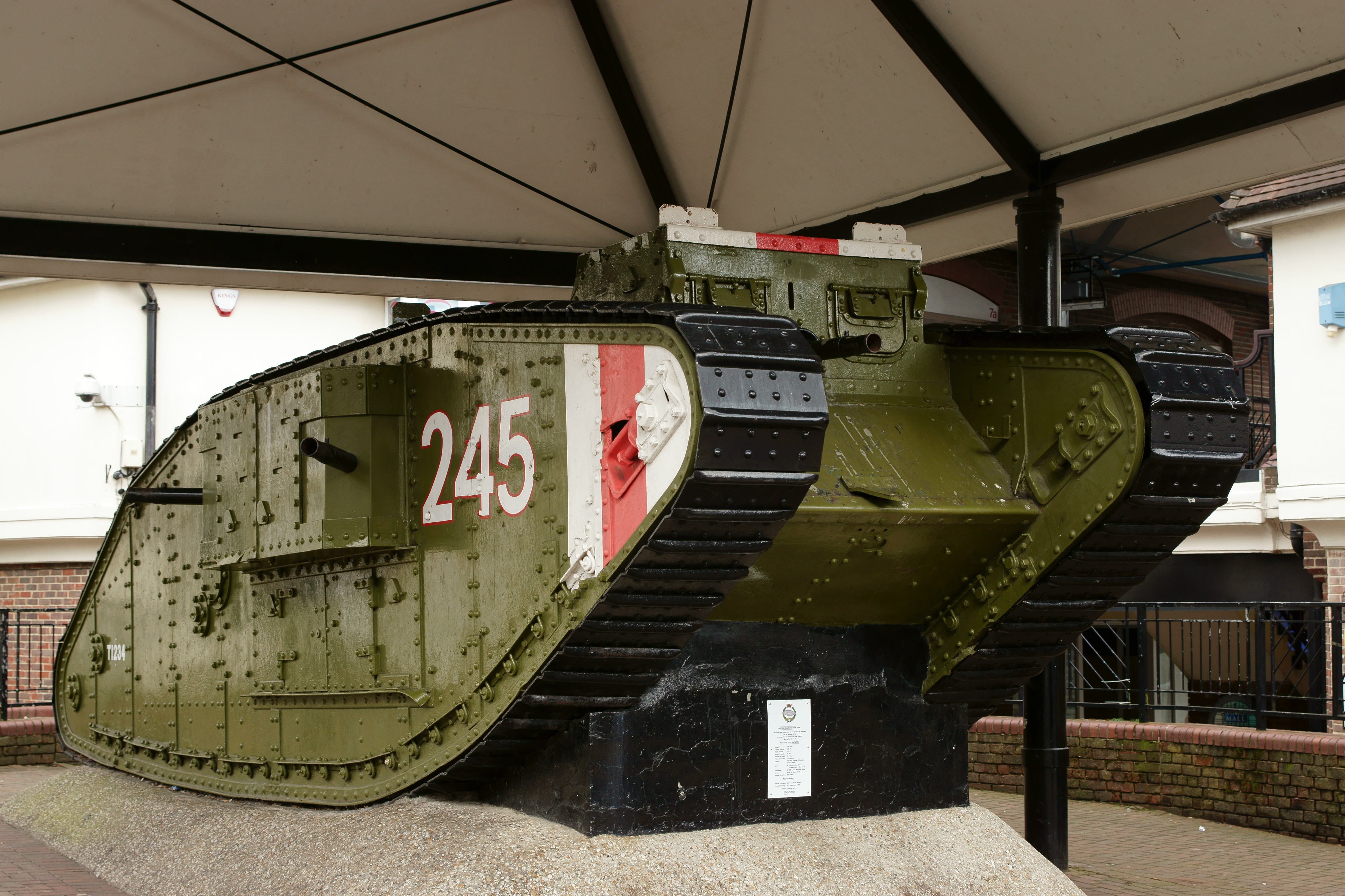
Mark IV Female exposée à Ashford (Kent - Angleterre - Grande-Bretagne).

7 Mark IV, soit 5 Female (femelles) et 2 Male (mâles), ont survécu aux guerres et au temps.
Chars Mark IV Femelles
- Aberdeen Proving Ground (Aberdeen - États-Unis)
- Ashford Town Centre (Ashford - Angleterre)
- Australian War Memorial (Canberra - Australie)
- Lincolnshire Life Museum (Lincoln - Angleterre)
- Deborah[1] au Musée du Tank de Flesquières (Flesquières - France)

Chars Mark IV Mâles

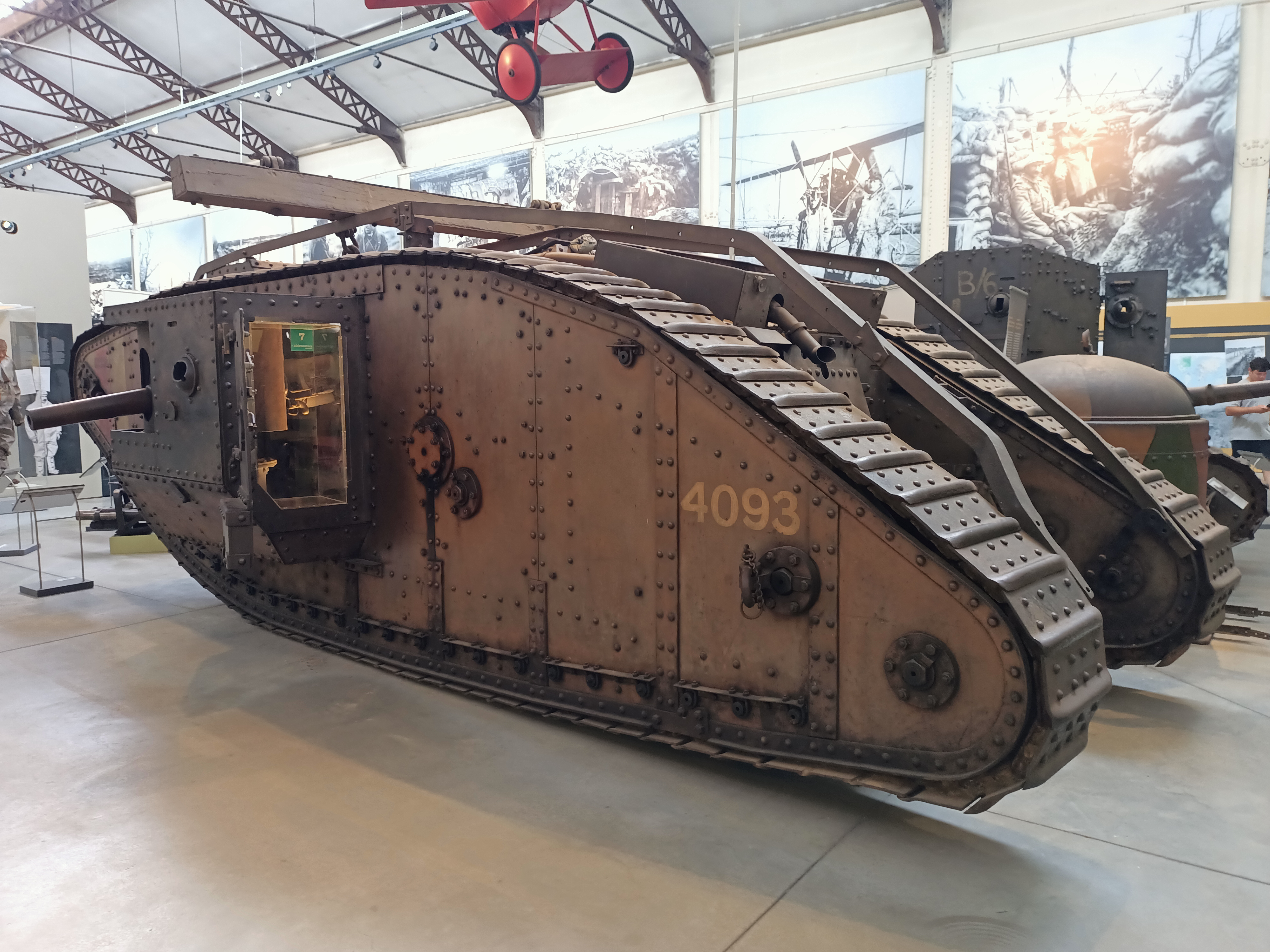
Mark IV à Bruxelles.

- Musée des blindés de Bovington (Angleterre)
- Musée Royal de l'Armée et de l'Histoire Militaire (Bruxelles - Belgique) : il est le seul au monde à avoir gardé sa peinture d'origine[2].